# Fürstentum Piombino

Flagge Fürstentum Piombino, 1805 bis 1814

Das Fürstentum Piombino war ein italienischer Kleinstaat, der – anfänglich als unabhängige Herrschaft – ab 1399 bestand, bis er 1805 von Napoleon Bonaparte in das Fürstentum Lucca und Piombino integriert wurde. 1815 wurde das Fürstentum aufgelöst und dem Großherzogtum Toskana zugeschlagen.

## Geschichte

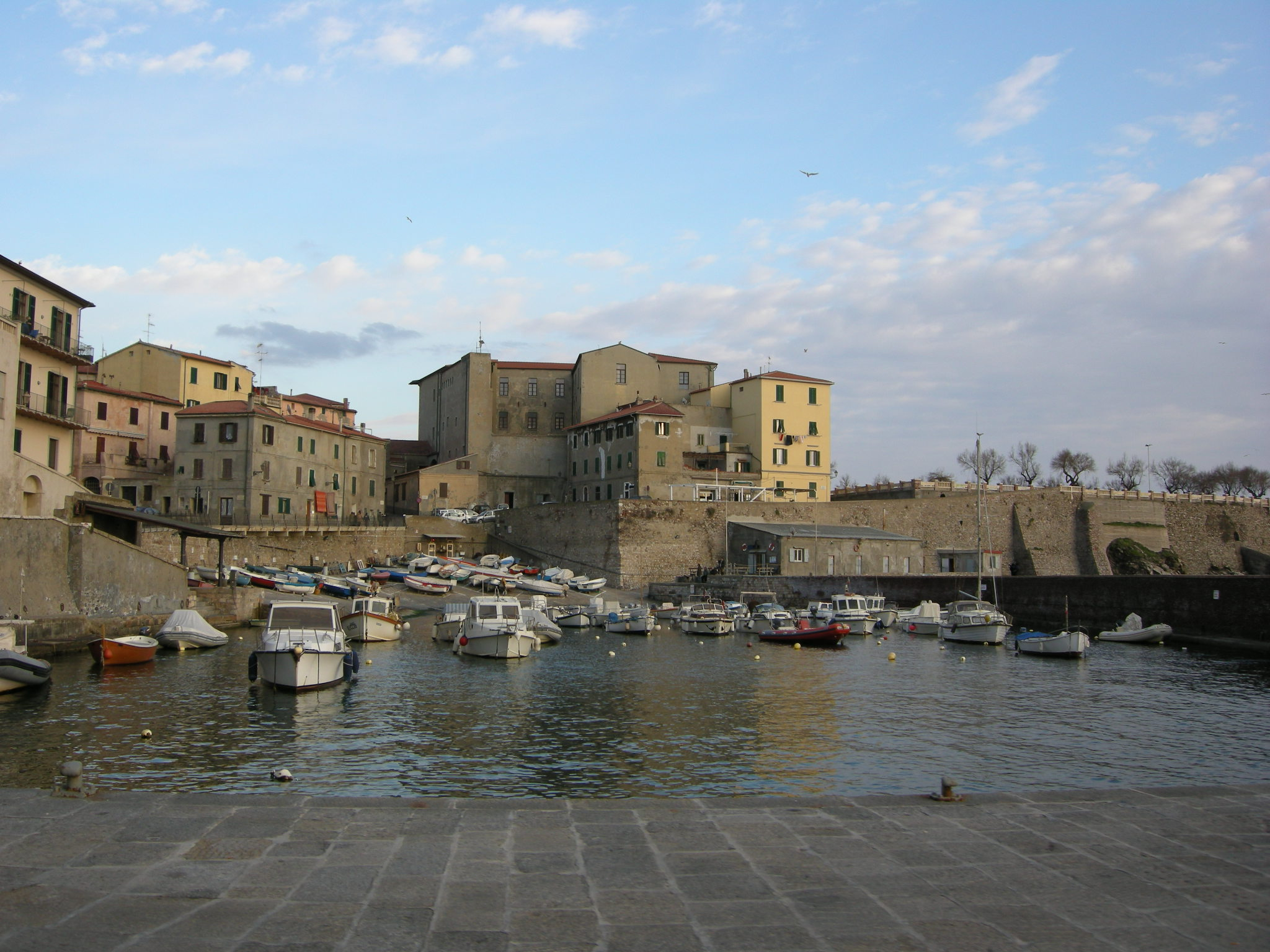
Hafen (Porto Antico) mit der Rückseite des Palazzo Appiani in Piombino

Im Hochmittelalter war Piombino, als unabhängiger Stadtstaat des Heiligen Römischen Reiches, eines von vielen nur regional bedeutsamen kleinen Fürstentümern wie Volterra, San Gimignano und vielen anderen. Später kam es unter die Herrschaft von Pisa und wurde 1399 nebst Elba vom Herzog Gian Galeazzo Visconti von Mailand zum Dank an Gherardo Appiano verliehen für dessen Verrat an Pisa und von diesem befestigt. 1509 wurde Piombino reichsunmittelbar und 1594 zum Fürstentum erhoben. Es kam später an die Familie Ludovisi, später durch Heirat an die Bologneser Boncompagni. 1735 endete die Zeit Piombinos als Reichslehen. Da die Fürsten von Piombino in Konflikt mit der habsburgischen Herrschaft im Königreich Neapel gerieten und im Kirchenstaat im Exil lebten, endete 1735 de facto die Zeit Piombinos als Reichslehen. Die Fürsten nahmen das Piombino nun als Lehen der bourbonischen Könige von Neapel.
Im Zuge der Eroberung Italiens durch französische Truppen wurde der letzte regierende Fürst 1799 abgesetzt. 1801 wurde das Fürstentum von Frankreich annektiert. Napoleon I. verlieh das Fürstentum 1805 nunmehr als französisches Reichslehen seiner Schwester Elisa Bacciocchi. Die Schlussakte des Wiener Kongresses (Art. 100) gab dem Haus Boncompagni-Ludovisi 1815 nur den Fürstentitel zurück, während das Fürstentum Piombino gegen Zahlung einer Ablöse ein Teil des Großherzogtums Toskana wurde.
Die Familie Boncompagni-Ludovisi hat den Fürstentitel bis heute inne, seit 2018 der 12. Fürst von Piombino.

## Herren von Piombino

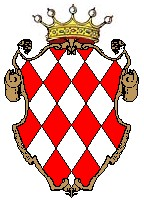
Wappen der Appiani

- Gherardo Appiano, 1399–1404
- Iacopo II. Appiani, 1404–1441
- Paola Appiani Colonna, 1441–1445
- Rinaldo Orsini, 1445–1450
- Caterina Appiani, 1445–1451
- Emanuele Appiani, 1451–1457
- Iacopo III. Appiani, 1457–1474
- Iacopo IV. Appiani, 1474–1510
- Iacopo V. Appiani, 1510–1545
- Iacopo VI. Appiani, 1545–1585
- Alessandro Appiani, 1585–1589

## Fürsten von Piombino
- Iacopo VII. Appiani, 1589–1603
- Kaiser Rudolf II., 1603–1611
- Isabella Appiani, 1611–1628
- König Philipp IV. von Spanien

Wappen der Boncompagni-Ludovisi

- Niccolò I. Ludovisi, 1634–1664, 1659–1662 Vizekönig von Aragón
- Giovan Battista Ludovisi, 1664–1699
- Niccolò II. Ludovisi, unter Regentschaft seiner Mutter Anna Maria Arduino, 1699–1700
- Olimpia Ludovisi 1700–1700
- Ippolita Ludovisi, mit Gregorio Boncompagni als Mitregent, 1701–1733
- Maria Eleonora Boncompagni, 1734–1745
- Gaetano Boncompagni-Ludovisi, 1745–1777
- Antonio Boncompagni-Ludovisi, 1778–1805, 1799 abgesetzt
- Elisa Baciocchi, 1805–1808
- Felice Boncompagni-Ludovisi, 1808–1814